# Kristine Stavås Skistad
Kristine Stavås Skistad, née le 8 février 1999, est une fondeuse norvégienne.

## Biographie
Elle est originaire de Konnerud, où elle représente le club local. Vers l'âge de 14-15 ans, elle décide d'opter pour le ski de fond, pratiquant aussi le handball, après avoir pris part à la compétition la plus importante de sa classe d'âge en ski de fond. Pleine d'énergie, elle n'aimait pas attendre sur le banc lors des matchs. À l'âge de seize ans, elle part étudier au NTG à Lillehammer.
Skistad commence sa carrière dans des compétitions officielles chez les juniors, lors de la saison 2015-2016, où elle gagne le championnat de Norvège junior (7,5 kilomètres). Lors de la saison suivante, elle gagne de multiples compétitions chez les juniors, dont les Championnats de Norvège (2 victoires) et est sélectionnée pour les Championnats du monde junior, où est douzième du sprint. Aux Championnats du monde junior 2018, elle remporte la médaille d'argent sur le sprint libre derrière Moa Lundgren. Skistad court ensuite le sprint classique de Drammen, dans la Coupe du monde, mais ne passe pas en phase finale (51e).
En prélude de la saison 2018-2019, elle remporte une épreuve FIS en sprint en Norvège et est alors appelée dans le groupe pour la Coupe du monde à l'occasion du Nordic Opening à Lillehammer. Sur le sprint libre, elle parvient à atteindre la finale (top 6), pour se classer cinquième. Son prochain objectif est le championnat du monde junior à Lahti, où elle remporte le titre sur le sprint classique (devant Linn Svahn) et aussi le relais.
Ainsi, elle reçoit une sélection pour les Championnats du monde de Seefeld, où elle prend la onzième place au sprint (demi-finaliste), ayant chuté. En 2019, elle est aussi vice-championne de Norvège de sprint chez les séniors, titré gagné par Lotta Udnes Weng. Également, elle bat le record du monde sur le 100 mètres.
En mars 2020, après une série de résultats décevants pour elle, la Norvégienne améliore sa meilleure performance dans l'élite, arrivant au quatrième rang du sprint classique de Drammen.

## Palmarès

### Championnats du monde
| Épreuve / Édition       | Sprint                           | Sprint                           | 10 km                            | 10 km     | Poursuite 2 × 7,5 km | 30 km | Relais | Relais   |
| Épreuve / Édition       | libre                            | classique                        | libre                            | classique | Poursuite 2 × 7,5 km | 30 km | Sprint | 4 × 5 km |
| Mondiaux 2019 Seefeld   | 11e                              | Épreuve inexistante à cette date | Épreuve inexistante à cette date | —         | —                    | —     | —      | —        |
| Mondiaux 2023 Planica   | Épreuve inexistante à cette date | 23e                              | Épreuve inexistante à cette date | —         | —                    | —     | —      | —        |
| Mondiaux 2025 Trondheim | Argent                           | Épreuve inexistante à cette date | Épreuve inexistante à cette date | —         | —                    | —     | —      | —        |

Légende :
- : pas d'épreuve
- — : Non disputée par Skistad

### Coupe du monde
- Meilleur classement général : 60e en 2020.
- 18 podiums en individuel : 11 victoires, 4 deuxièmes places et 3 troisièmes places.

#### Courses par étapes
- Tour de Ski : 2 podiums d'étape.

#### Différents classements en Coupe du monde
| Année     | Classement général final | Classement distance | Classement sprint |
| 2018-2019 | 72e                      |                     | 36e               |
| 2019-2020 | 60e                      |                     | 34e               |

#### Détail des victoires individuelles
| Épreuve / Édition | Sprint                  | Sprint                    |
| Épreuve / Édition | libre                   | classique                 |
| 2022-23           | Falun Tallinn           | Les Rousses Drammen Lahti |
| 2023-24           | Trondheim Canmore Lahti | Drammen Falun             |
| 2024-25           |                         | Les Rousses               |

### Championnats du monde junior
- Médaille d'or du sprint en 2019 à Lahti.
- Médaille d'or du relais en 2019.
- Médaille d'or du sprint en 2018 à Goms.